# Josh Barnett
Josh Barnett (født 10. november 1977 i Seattle, USA) er en amerikansk MMA-udøver, professionel wrestler og sportskommentator, som konkurrerer som i sværvægt. Barnett har blandt andet været mester i UFC og Pancrase, og besejret Dagen Severn, Randy Couture og Antônio Rodrigo Nogueira. Barnett er blevet taget for doping ved tre lejligheder, en af gangene efter at have besejret Couture i en titelkamp i UFC.
Barnett fik sin første professionelle MMA-kamp i1997 og debuterede hos UFC i november 2000 efter at være været ubesejret i sine seks første kampe. Han kæmpede fem kampe i organisationen og vandt firer af disse. I sin sidste kamp besejrede han Randy Couture og blev mester i sværvægtsklassen. Efter at have testet positivt for doping efter kampen mistede han dog titlen. Han kæmpede siden kampe i organisationer som Pancrase og K-1 inden han skrev kontrakt med Pride Fighting Championships hvor han debuterede i oktober 2004. Han kæmpede 9 kampe i Pride og vandt fem af disse. Af de firer tab var tre mod Mirko Filipovic, inden organisationen blev nedlagt i 2007.
Den 13. september 2010 skrev Barnett kontrakt med organisationen Strikeforce.